# Vitreorana
Vitreorana is een geslacht van kikkers uit de familie glaskikkers (Centrolenidae) en de onderfamilie Centroleninae. De groep werd voor het eerst wetenschappelijk beschreven door de groep van biologen Juan M. Guayasamin, Santiago Castroviejo-Fisher, Linda Trueb, José Ayarzagüena, Marco Rada en Carles Vilà in 2009.
Er zijn tien verschillende soorten, inclusief de pas in 2015 beschreven soort Vitreorana franciscana. Alle soorten komen voor in delen van Zuid-Amerika.

## Soorten
- Soort Vitreorana antisthenesi
- Soort Vitreorana baliomma
- Soort Vitreorana castroviejoi
- Soort Vitreorana eurygnatha
- Soort Vitreorana franciscana
- Soort Vitreorana gorzulae
- Soort Vitreorana helenae
- Soort Vitreorana parvula
- Soort Vitreorana ritae
- Soort Vitreorana uranoscopa

Centrolene · Chimerella · Cochranella · Espadarana · Nymphargus · Rulyrana · Sachatamia · Teratohyla · Vitreorana